# Басти д’Юрфе
Басти́ д’Юрфе́ (фр. Bastie d'Urfé) — замок во французском департаменте Луара (историческая область Форе), открытый для туристов; место летних спектаклей «Бастийские ночи». В нём когда-то жил французский писатель Оноре д’Юрфе, автор пасторального романа «Астрея» (Astrée, 1607—1627 гг.).
Воздвигнутый в XV веке, замок средневековой архитектуры был превращен позже Клодом де Форе (Claude de Forez, 1501—1558 гг.), в жемчужину итальянского и французского Ренессанса.
Спасённый от разрушения в 1909 г. Форезским историко-археологическим обществом, был занесён в 1912 г. в Государственный перечень исторических памятников.